# Norman O. Brown
Norman Oliver Brown (1913, El Oro, México — 2002, Santa Cruz (California)) fue un intelectual estadounidense, considerado uno de los promotores de la Contracultura de los años 60. 

## Biografía
Su padre era un ingeniero de minas anglo-irlandés. Su madre, una cubana de origen alsaciano y cubano. Estudió en el Clifton College, el Balliol College de Oxford (donde tuvo como tutor a Isaiah Berlin) y la Universidad de Wisconsin-Madison, donde se doctoró en Filología Clásica. 
Durante la Segunda Guerra Mundial, Brown trabajó en la Oficina de Servicios Estratégicos (OSS) como especialista en cultura francesa. Tras la guerra, obtuvo un puesto como profesor de Clásicas en la Universidad de Wesleyan. A finales de los 60, tras una estancia en la Universidad de Rochester, se estableció en la Universidad de California, Santa Cruz, como profesor de Humanidades. 
En sus primeros trabajos como helenista (un comentario a la Teogonía de Hesíodo y su primer libro, Hermes el ladrón) se observa un sesgo marxista. Tras las elecciones presidenciales de 1948, se desencantó de la política y emprendió un estudio en profundidad de la obra de Freud, que culminó en su estudio clásico de 1959 La vida contra la muerte: el significado psicoanalítico de la historia. Su obra El cuerpo del amor, escrita en un estilo heterodoxo y creativo cercano a la prosa poética, es una síntesis de ideas freudianas y marxistas, con un toque nietzscheano.
Brown fue un profesor muy popular, conocido en el campus como "Nobby". Durante su vida en Santa Cruz, sus intereses se hicieron más amplios, incluyendo a James Joyce (su obra Hora de cerrar yuxtapone el Finnegans Wake de Joyce con la Ciencia nueva de Giambattista Vico), la poesía modernista norteamericana (en especial la obra de Robert Duncan y Louis Zukofsky) y el Islam. Muchos de sus últimos trabajos aparecen recogidos en la antología Apocalipsis y/o metamorfosis. 
Entre los amigos académicos de Brown figuran los historiadores Christopher Hill, Carl Schorske y Hayden White, así como los filósofos Stuart Hampshire y Herbert Marcuse. Durante su vida en Wesleyan, entabló una amistad con el compositor John Cage que resultó provechosa para ambos. 

## Obra
- 1947. Hermes the Thief: the Evolution of a Myth.
- 1953. Hesiod: Theogony.
- 1959. Life Against Death: The Psychoanalytic Meaning of History.
- 1966. Love's Body.
- 1973. Closing Time.
- 1991. Apocalypse and/or Metamorphosis.